# Szentkatalin
Szentkatalin là một thị trấn thuộc hạt Baranya, Hungary. Thị trấn này có diện tích 13,31 km², dân số năm 2010 là 100 người, mật độ 8 người/km².